# Софийская церковь в Савине
Церковь Софии Премудрости Божией в Савине — православный храм в заволжской части Ярославля, на левом берегу реки Волги, на Тверицкой набережной (ранее - посёлок Савино). Памятник архитектуры местного значения.

## История
Храм в селе Савино был построен в 1766 году на средства прихожан на месте деревянной церкви.
В 1937 году храм был закрыт советскими властями, настоятель протоиерей Аполос арестован. Венчания были сломаны, колокольня разрушена, в церкви разместили магазин. В 1957 году село Савино было включено в черту города.
В 1990-х храм возвращён верующим. Службы были возобновлены 12 июля 2002 года. В 2010-х восстановлена колокольня и ограда.

## Архитектурное оформление
Одноглавый четверик с трапезной с южным приделом и столпообразной шатровой колокольней.